# Ithevon állomás
Ithevon (Itaewon) állomás a szöuli metró 6-os vonalának állomása, mely Szöul Jongszan-ku (Yongsan-gu) kerületében található, az Ithevon (Itaewon) negyedben.

## Viszonylatok
| 6-os vonal                                     | 6-os vonal | 6-os vonal                                    |
| ---------------------------------------------- | ---------- | --------------------------------------------- |
| Nokszaphjong (Noksapyeong) Ungam (Eungam) felé | 6-os vonal | Hangangdzsin (Hangangjin) Sinne (Sinnae) felé |